# Phlegopsis borbae
Phlegopsis borbae là một loài chim trong họ Thamnophilidae.